# Clubiona sapporensis
Clubiona sapporensis là một loài nhện trong họ Clubionidae.
Loài này thuộc chi Clubiona. Clubiona sapporensis được miêu tả năm 1986 bởi Hayashi.